# Хоттельштедт
Хоттельштедт (нем. Hottelstedt) — посёлок в Германии, в земле Тюрингия. 
Входит в состав района Веймар. Подчиняется управлению Берльштедт. Население 218 человек. Занимает площадь 5,55 км².
Община подразделяется на 9 сельских округов.